# Asmara
Asmara (tigrinjsko ኣስመራ, Asmera) je glavno mesto Eritreje in s približno 712.000 prebivalci (po oceni leta 2011) največje mesto te vzhodnoafriške države. Znano je predvsem po italijanski kolonialni tradiciji, ki se odraža v urbanistični zasnovi in arhitekturi, ter velja za čisto in urejeno naselje.
Je gospodarsko in prometno središče Eritreje s cestnimi in železniškimi povezavami s preostankom države, v bližini stoji tudi mednarodno letališče. Industrija sicer ni zelo razvita, prevladujejo tekstilni in prehrambeno-predelovalni obrati, poleg tega pa je center trgovanja s kmetijskimi pridelki iz okolice. V Asmari je tudi sedež univerze in drugih nacionalno pomembnih kulturnih ustanov.

## Geografija
Mesto stoji na severnem robu Eritrejske planote v sredini države, na skoraj 2500 m nadmorske višine, s čimer je ena najvišje ležečih prestolnic sveta. Rdečemorsko pristanišče Massawa je približno 65 km proti severovzhodu. Zaradi višine je podnebje prijetno hladno in daje dobre pogoje za kmetijstvo, ki je razvito v okolici.
V bližini izvira reka Gaš (v zgornjem toku znana kot Mareb), ki teče proti jugu in predstavlja v svojem srednjem toku mejno reko med Eritrejo in Etiopijo.

## Zgodovina
Po izročilu so v začetku 16. stoletja na mestu, kjer zdaj stoji Asmara, stale štiri vasice, ki so bile nenehno v sporih. Lokalne žene so se tega naveličale in pritisnile na može da so se pobotali, na kar spominja izvirno ime Asmera iz tigrajske fraze arba'ete asmera, ki pomeni »štiri vasi teh [žensk], ki so prinesle harmonijo«. Italijanski raziskovalci so jih opisali kot trgovsko središče, kmalu po tistem pa so območje opustošili islamski bojevniki, zato je človeška aktivnost za več stoletij zamrla.
Konec 19. stoletja je Kraljevina Italija v tekmi z drugimi kolonialnimi velesilami pričela osvajati ozemlja na Afriškem rogu. Prevzeli so nadzor nad obalnimi mesti, v višavjih v notranjosti pa so naleteli na odpor, dokler jim ni etiopski cesar Menelik II. s sporazumom podelil tega ozemlja v zameno za orožje. To je bila prva italijanska kolonija in Mussolini je imel zanjo grandiozne načrte, kjer bi vsem prikazal, da fašizem kot družbeni red deluje. Leta 1889 so prispeli v Asmaro in jo pričeli utrjevati kot bazo za kasnejše osvajanje Etiopije. Kraj je imel takrat približno 5000 prebivalcev, ki se jim je pridružilo 800 Evropejcev. Leta 1896 pa je etiopski general Ras Alula zadal Italijanom hud poraz, ki je zatrl njihove ambicije po velikem afriškem imperiju. Po sklenitvi miru z Etiopijo se je kolonialna strategija v Asmari preusmerila z osvajanja v konsolidacijo. Leta 1899 so Italijani določili Asmaro za glavno mesto kolonije in jo pričeli razvijati kot nekakšen kolonialni laboratorij.
Na prelomu stoletja je tako mesto doživelo hiter razvoj. Zgrajena je bila železniška povezava z Massawo in ceste do drugih delov države, v samo Asmaro pa je Mussolini usmeril ogromno denarja da bi zgradil sodobno mesto. Leta 1908 je bil predstavljen prvi urbanistični načrt, ki je razdelil mesto na štiri dele, razmejene z avenijami: središče (Campo cintato) za Evropejce, drugi mešani del za arabske in indijske trgovce ter visoke oficirje iz vrst lokalnega prebivalstva, ki so sodelovali v osvajanju ozemlja (askariji), tretji del okoli tržnice za »manjvredne« eritrejce in na koncu predmestja, kjer se je kasneje razvila industrija. Mesto je pritegnilo veliko število priseljencev iz drugih delov Afriškega roga, ki so predstavljali delovno silo ali vstopili v vojsko za osvajanje sosednjih Libije, Somalije in, kasneje, tudi Etiopije.
V 1930. letih je bil razvoj Asmare še posebej eksploziven. Sredi 1930. let so Italijani naposled podjarmili Etiopijo, Asmara pa je postala center prizadevanj za industrializacijo in vzpostavitev fašističnega imperija v pripravah na drugo svetovno vojno. Sčasoma so Italijani uvedli striktno politiko apartheida na vseh področjih javnega življenja da bi si zagotovili udobno okolje za prebivanje, stran od domačinov. Najeti so bili najboljši arhitekti, ki so ustvarili vrsto javnih zgradb v futurističnem art deco slogu, po katerih je mesto znano še danes. Do leta 1939 je štelo skoraj 100.000 prebivalcev, od tega več kot polovico Italijanov, ki so skrbeli za administracijo in industrijo. Njihov vpliv se je odražal tudi v množici picerij in kavarn.
Leta 1941 so mesto skupaj s preostankom kolonije zavzeli Britanci, ki so ukinili formalno rasno razlikovanje, sicer pa v upravo niso bistveno posegali. Asmara je spet doživljala rast kot izhodišče za zavezniške vojaške pohode proti silam osi v Afriki, po drugi strani pa je britanska vojaška administracija razstavila in odpeljala industrijske stroje v vojne namene. Leta 1952 je Organizacija združenih narodov Eritrejo začasno dodelila Etiopiji, leta 1961 pa jo je cesar Hajle Selasije dokončno priključil. Asmara je tako izgubila vlogo administrativnega središča, hkrati pa je bila razstavljena tudi preostala industrija in preseljena v Adis Abebo. V tridesetletni vojni za neodvisnost, ki je sledila, je bilo mesto oblegano, vendar ni utrpelo bistvene škode. Leta 1993 je spet postalo glavno mesto, tokrat neodvisne Eritreje.